# Suchowola (rejon włodzimierzecki)
Suchowola (ukr. (Суховоля) – wieś na Ukrainie w rejonie włodzimierzeckim obwodu rówieńskiego.